# Аалто център
Аалто център (на фински: Aaltokeskus) е административен и културен център на град Сейняйоки във Финландия. Проектът съдържа шест сгради, проектирани от Алваро Аалто, и е основно завършен в периода 1960 и 1968 г. Аалто център е признат за един от най-важните цялостни проекти на Алвар Аалто във Финландия и дори на международно ниво. Дървеният модел на центъра е част от експозицията на Музея за модерно изкуство в Ню Йорк. 

## История
Пртез 1951 г. е организиран архитектурен конкурс за проектиране на новата църква в Сейняйоки. Алвар Аалто предлага проект с име „Лакеуден Ристи“ Той печели конкурса, въпреки че превишава границите на проекта и нарушава правилата. It took several years before construction started; the church was eventually built between 1957 and 1960.
През 1958 г., когато строителството на църквата вече е започнало, община Сейняйоки организира друг архитектурен конкурс за проектиране на нова сграда на общината, в близост до църквата. Алвар Аалто и неговата жена Елиза Аалто, го печелят през 1959 г., като проектът им включва планове за библиотека, театър и общински офиси. Сградата на общината е построена през 1951 – 1952 г., библиотеката през 1964 – 1965 г. Енорийският център, също проектиран от Аалто, е построен в непосредствена близост до църквата в периода 1965 – 1966 г. Общинската офис сграда, в която се помещават няколко общински отдела, е построена през 1967 – 1968 г.
Плановете за градския театър са завършени през 1969 г. от Алвар Аалто, но сградата е построена почти две десетилетия по-късно в периода 1986 – 1987 г. под ръководството на Елиза Аалто, защото Алвар Аалто умира през 1976 г.
Също така Аалто проектира между сградите „градски площад“, като проектът включва и фонтан и осветление. Градският площад е покрит с гранитни плочи през 1988 г. според оригиналния план на Аалто.
Националният съвет по антиките признава целия проект като национално значимо наследство. Docomomo признават Аалто център като значим пример на модернистична архитектура във Финландия.  Църквата „Лакеуден Ристи“ е защитена през 2003 г. със степен от централната администрация на евангелската лутеранска църква на Финландия.

## Сгради
Аалто център съдържа 6 сгради:
- Църквата Лакеуден Ристи (1960)
- Сградата на Общината (1962)
- Сградата на библиотеката (1965)
- Енорийския център (1966)
- Градска и общинска офис-сграда (1968)
- Градски театър (1987)

- Църквата Лакеуден Ристи
- Сградата на общината
- Градския театър
- Градския площад